# KVINT
KVINT (акроним за Kon’iaki, vina i napitki Tiraspol’ia) је винарија и дестилерија са седиштем у Тираспољу. Основан 1897. године, KVINT је производио само вотку до 1938. године, када је почео да производи брендије.
Један је од највећих извозника из Молдавије, док је највећи извоз у Италију и Кину, као и у Русију и Украјину. KVINT бренди је отишао у Ватикан и у свемир.